# Sociedade de Transportes Colectivos do Porto
A Sociedade de Transportes Coletivos do Porto (STCP), às vezes chamada de Carris (referenciando a antiga empresa que antecedeu a STCP), é a empresa que gere a rede de autocarros no concelho do Porto e também várias linhas em concelhos do Grande Porto. Para além dos autocarros, há ainda três linhas de carros elétricos que estão sob a responsabilidade desta empresa. A atual presidente da empresa é Cristina Pimentel.

## Histórico
A STCP foi criada em 1946, mas a história desta empresa remonta a 1872, com a criação da Companhia Carril Americano do Porto (CCAP) e da Companhia Carris de Ferro do Porto (CCFP) no ano seguinte. A fusão das duas empresas ocorreu em 1893, mantendo o nome da última. A sua concessão foi outorgada em 1907, surgindo como consequência disso a Companhia de Viação Eléctrica do Porto (CVEP), que tendo durado apenas 1 ano, não chega a dar início a qualquer actividade, e é absorvida de volta à Carris no ano seguinte, com esta mantendo-se como a empresa que geriu os transportes públicos portuenses até 1946, até à Câmara Municipal fazer um resgate à empresa, e criar a STCP como sua substituta.
O serviço, com 72 linhas (incluindo carros elétricos), é assegurado por um parque de autocarros (420 em 2021) com uma média de idade de 14 anos. A STCP explora uma das maiores frotas de autocarros a gás da Europa, com um total de 257 veículos, o que representava 62% da sua frota em 2017. A empresa já tem em funcionamento autocarros elétricos com bateria, contribuindo para um menor impacto ambiental.
Os autocarros da STCP tiveram em 2021 uma taxa de ocupação média de 10,1% e circularam com velocidade média de 15,82 km/h. Tendo em conta estes números e os km totais percorridos pela frota nesse ano é possível estabelecer a intensidade carbónica efetiva de 156 gCO2/Passageiro.km. 

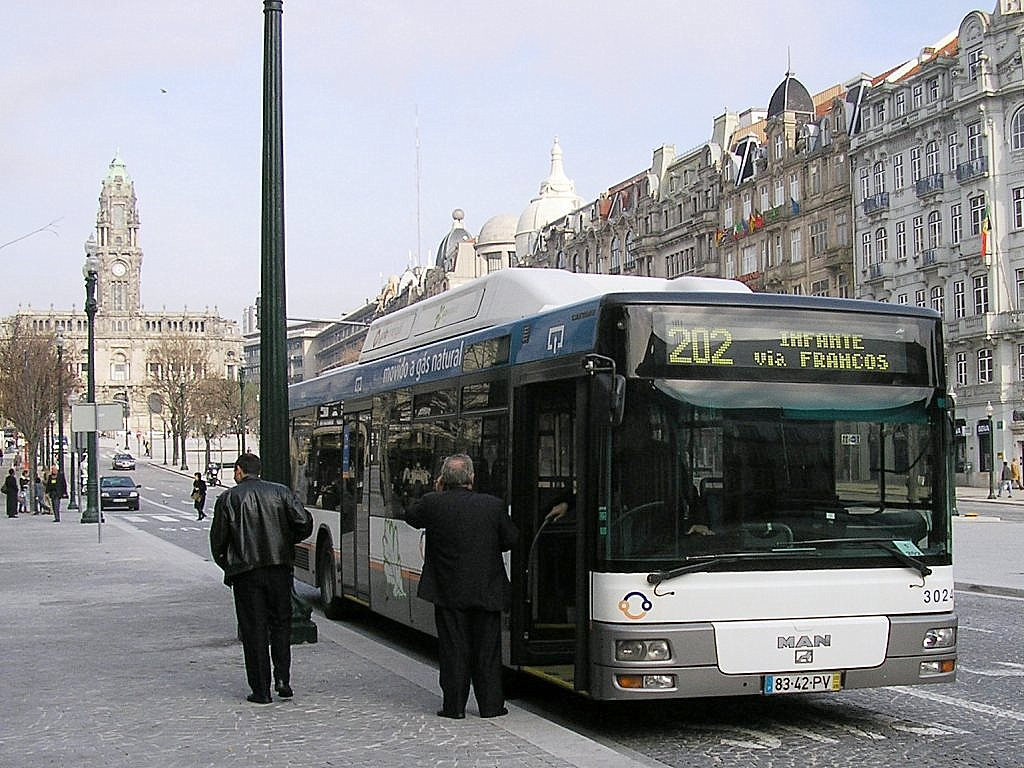
Autocarro da STCP na Avenida dos Aliados, no Porto.

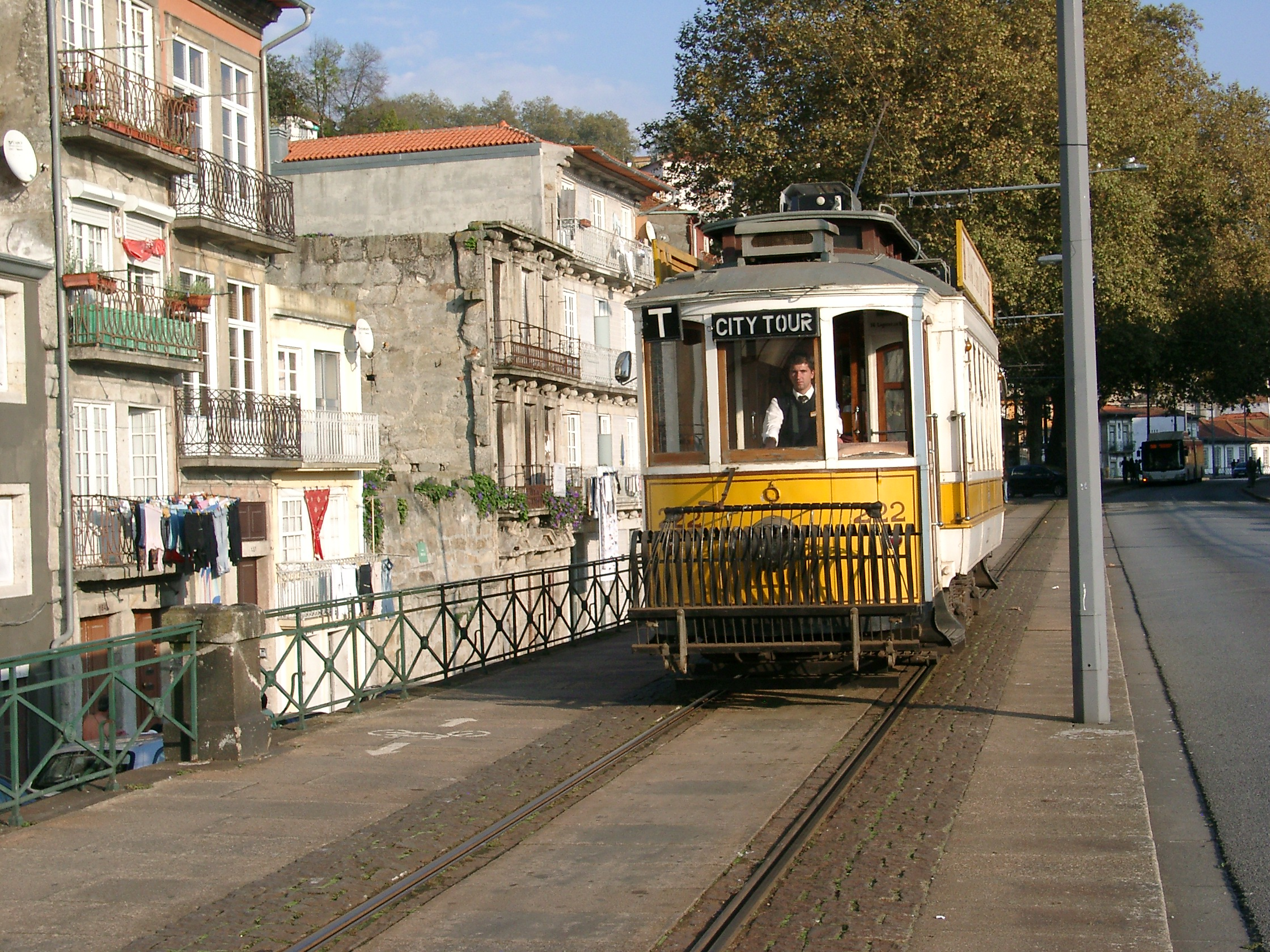
Eléctrico T

Em 2004, a empresa participou num programa para testar autocarros movidos a hidrogénio em várias cidades europeias, o projeto CUTE, tendo recebido 3 novos autocarros da empresa Mercedes-Benz, modelo O530BZ, movidos a esta energia. Destes 3 autocarros movidos a H2, dois foram devolvidos (STCP 4001 e STCP 4003) e um esteve em exposição no Museu do Carro Eléctrico (STCP 4002) até ser retirado algures após 2010, sendo o seu destino até ao momento incerto. Como "recompensa" pela participação da STCP neste projeto, aquando da retirada do serviço público dos 3 autocarros movidos a H2, foram recebidos outros 3 autocarros muito semelhantes aos que se encontraram em testes, embora estes fossem movidos a Diesel. Receberam a numeração STCP 2181, 2182 e 2183, e um deles acabou o seu serviço mais cedo do que o esperado, após um incêndio na A4 enquanto regressava à Estação de Recolha da Via Norte.
A cor-padrão dos autocarros é o típico azul escuro, agora com detalhes em turquesa e branco mostrando o novo slogan da empresa: "Mobilidade Inteligente". Previamente a 2018 a cor-padrão era o azul escuro com uma risca laranja, esquema adotado no início do milénio aquando da chegada da série de autocarros Mercedes-Benz O405N2 entre 1998 e 1999. Apesar disso, até cerca de 2007 ainda circularam autocarros com o esquema prévio da empresa: o cor-de-laranja com detalhes brancos.
Digno de visita é o Museu do Carro Eléctrico, onde se podem admirar vários veículos que marcaram o passado do Porto (não necessariamente só carros elétricos). Localiza-se na Alameda de Basílio Teles, em Massarelos.

## Linhas STCP

### Linhas de Elétrico STCP
- 1 Infante ⇆ Passeio Alegre
- 18 Passeio Alegre ↺ Carmo
- 22 Carmo ↺ Batalha
(sem serviço desde 2021 devido a obras[4])

### Linhas da Rede Diurna e Noturna
(Linhas que circulam sensivelmente entre as 05:30 e a 01:00).
- Porto  - 200 Bolhão ⇆ Castelo do Queijo
  - 201 Aliados ⇆ Viso
  - 202 Aliados ⇆ Passeio Alegre (via Av. Bessa)
  - 203 Marquês ⇆ Castelo do Queijo
  - 204 Hospital de São João ⇆ Foz
  - 205 Campanhã ⇆ Castelo do Queijo
  - 206 Campanhã ⇆ Bairro de Santo Eugénio
  - 207 Campanhã ⇆ Mercado da Foz
  - 208 Aliados ⇆ Aldoar (Junta de Freguesia)
  - 209 Pasteleira ⇆ Prelada (via Campo Alegre)
  - 300 Aliados ↺ (via Hospital de São João)
  - 301 Sá da Bandeira ↺ (via Hospital de São João)
  - 302 Aliados ↺ (via Damião de Góis)
  - 303 Praça da Liberdade ↺ (via Constituição)
  - 304 Aliados ⇆ Santa Luzia (Norte)
  - 305 Cordoaria ⇆ Hospital de São João
  - 400 Aliados ⇆ Parque Nascente
  - 401 Bolhão ⇆ São Roque
  - 402 Boavista (Bom Sucesso) ⇆ São Roque (Gama Barros)
  - 403 Boavista (Casa da Música) ⇆ Campanhã
  - 404 Campanhã (TIC) ⇆ Hospital de São João
  - ZC Zona Campanhã: Estádio do Dragão (Alameda das Antas) ⇆  Areias
- Porto ↔ Matosinhos  - 500 Pr. Liberdade ⇆ Matosinhos (Mercado)
  - 501 Aliados ⇆ Matosinhos (Praia)
  - 502 Bolhão ⇆ Matosinhos (Mercado)
  - 503 Boavista (Bom Sucesso) ⇆ Gatões
  - 504 Boavista (Casa da Música) ⇆ NorteShopping (via Fluvial)
  - 505 Hospital de São João ⇆ Matosinhos (Mercado) (via Custóias)
  - 506 Hospital de São João ⇆ Matosinhos (Mercado) (via Padrão da Légua)
  - 507 Cordoaria ⇆ MAR Shopping
  - 508 Boavista (Bom Sucesso) ⇆ Cabo do Mundo (via MAR Shopping)
- Porto ↔ Maia  - 600 Aliados ⇆ Maia (Barca)
  - 601 Cordoaria ⇆ Aeroporto (via MAR Shopping)
  - 602 Cordoaria ⇆ Aeroporto (via Padrão de Moreira)
  - 603 Marquês ⇆ Maia (Zoo) (via Hospital de São João)
  - 604 Hospital S. João ⇆ Aeroporto (via Crestins)
- Porto ↔ Valongo  - 700 Bolhão ⇆ Campo
  - 701 Bolhão ⇆ Codiceira (Alfena)
  - 702 Bolhão ⇆ Travagem
  - 703 Cordoaria ⇆ Sonhos
  - 704 Boavista (Bom Sucesso) ⇆ Codiceira (Alfena)
  - 705 Hospital S. João ⇆ Valongo (Continente)
  - 706 Hospital S. João ⇆ Ermesinde (Estação) (via Monte Penedo)
  - 707 Hospital S. João ⇆ Ermesinde (Estação) (via Arregadas)
- Porto ↔ Gondomar  - 800 Bolhão ⇆ Gondomar (Souto)
  - 801 Cordoaria ⇆ S. Pedro da Cova (Passal)
  - 803 Boavista (Bom Sucesso) ⇆ Rio Tinto (Escola Secundária)
  - 804 Hospital de São João ⇆ S. Pedro da Cova (Passal)
  - 805 Marquês ⇆ Rio Tinto (Estação) (via Pedrouços)
  - 806 Marquês ⇆ Fânzeres (Metro) (via Portelinha)
- Porto ↔ Vila Nova de Gaia  - 900 Cordoaria ⇆ Santo Ovídio (via Ponte Luís I)
Entre 2021 e 2023, esta carreira circulou em dois segmentos separados, devido a obras no tabuleiro inferior da Ponte Luís I:[5]    - 900P Cordoaria ⇆ São Bento
    - 900G Ponte Luís I ⇆ Santo Ovídio

  - 901 Trindade ⇆ Valadares (Escolas) (via Ponte Luís I)
  - 902 Boavista (Casa da Música) ⇆ Lavadores (Praia) (via Ponte da Arrábida)
  - 903 Boavista (Casa da Música) ⇆ Laborim (via Ponte da Arrábida)
  - 904 Aliados ⇆ Coimbrões (Quinta da Bela Vista) (via Ponte do Infante)
  - 905 Trindade ⇆ Vilar do Paraíso (via Ponte do Infante)
  - 906 Trindade ⇆ Madalena (via Ponte Luís I)
  - 907 Boavista (Bom Sucesso) ⇆ Vila D'Este (via Ponte da Arrábida)
  - ZF Zona Francelos: Francelos ⇆ Valadares (Estação)

### Linhas da Rede da Madrugada
(Linhas que circulam entre as 00:30 e as 06:00).
- 1M Aliados ⇆  Matosinhos (Praia) (via Campo Alegre)
- 3M Aliados ⇆  Aeroporto (via Padrão da Légua)
- 4M Aliados ⇆  Maia (Câmara)
- 5M Aliados ⇆  Ermesinde (Estação)
- 7M Aliados ⇆  Valongo
- 8M Aliados ⇆  S. Pedro da Cova (Rio Ferreira)
- 9M Rotunda AEP ⇆  Gondomar (Souto) (via Hospital de São João)
- 10M Aliados ⇆  Vila D'Este (via Ponte do Infante)
- 11M Hospital S. João ⇆  Coimbrões (Quinta da Bela Vista) (via Ponte Luís I)
- 12M Aliados ⇆  Santo Ovídio (via Ponte da Arrábida)
- 13M Aliados ⇆  Matosinhos (Mercado) (via Rotunda AEP)

### Cronologia
- As linhas ZM (Zona Massarelos - Cordoaria ⇆  Boavista B.S.) e ZR (Zona Rio - Alfândega ⇆  Campanhã) foram extintas a 2 de Agosto,[quando?] tendo os seus percursos sido unidos originando a linha 403 que liga a Boavista a Campanhã.
- A 3 de Agosto[quando?] foram introduzidas várias mudanças na rede STCP:
  - as linhas 200 e 203 beneficiaram de um prolongamento à Praça Cidade Salvador durante o mês de Agosto. Este prolongamento é efetuado na época de Verão até à data (2022);
  - as linhas 203 e 207 sofreram uma pequena alteração de percurso na zona de Serralves;
  - a linha 209 deixou de circular pelo Bairro de Bessa Leite e cemitério de Lordelo, passando a utilizar a Rua do Campo Alegre na íntegra, até à Rua de Serralves já em Lordelo;
  - a linha 304 passou a efetuar terminal na Avenida dos Aliados juntamente com a linha 600 (com horário combinado para que a linha 304 parta cerca de 3 minutos antes de um 600) e é servida quase diariamente por autocarros 100% elétricos, tornando-se não oficialmente a primeira linha da Invicta a ser operada completamente com autocarros elétricos;
  - a linha 403 foi criada em substituição das linhas ZM e ZR;
  - a linha 503 trocou o Interface da Casa da Música pelo Terminal do Bom Sucesso, começando a circular pelo antigo percurso da linha 209 pelas Ruas de António Patrício e António Cardoso, Rua da Venezuela e Bairro de Bessa Leite;
  - a linha 903 foi prolongada a Vilar do Paraíso.

## História

### Alterações na rede
A 1 de Janeiro de 2007 foram introduzidas profundas alterações na rede de autocarros dos STCP, dando origem a bastante polémica e protestos por parte de muitos utentes, devido à enorme quantidade de transbordos que foram criados, inúmeras linhas diretas eliminadas, etc.

### Entrega de exploração a privados
Entre 1 de Julho de 2012 e 2015, as seguintes 8 linhas passaram a ser operadas em exclusivo por operadores privados, sendo que até estas datas haviam sido colocados em prática contratos e protocolos específicos a estas linhas para que o tarifário STCP fosse acessível a todos os utilizadores destas.
Auto-Viação Pacense 
- 64 Valongo ⇆ Ribeiro (Alfena)

Empresa de Transportes Gondomarense (ETG)
- 10 Belói ⇆ Ervedosa
- 55 Bolhão (Mercado) ⇆ Alto da Serra (via Baguim)
- 68 Hospital S. João (Circunvalação) ⇆ Gondomar (Escolas)
- 69 Bolhão (Mercado) ⇆ Seixo (via Escolas de Fânzeres)
- 70 Bolhão (Mercado) ⇆ Ermesinde (Estação)

Anos mais tarde a situação viria a repetir-se, mas com linhas que já eram operadas pela STCP e apenas durante um certo período que coincidia com os horários Escolares, devido à necessidade de reforçar alguns eixos de maior procura no centro da cidade. Assim, a 1 de outubro as linhas 403 e ZC foram entregues pelo período de 3 meses à empresa Maia Transportes para que as linhas 200, 201, 203, 204, 205, 208, 208 e 305 fossem reforçadas.
Pouco tempo depois, a 20 de novembro de 2020, foi anunciado que mais linhas teriam a sua operação subcontratada a mais operadores privados mas de forma a reforçar os eixos mais importantes fora do centro da cidade. Desta vez, a linha 705 foi entregue à ValpiBus, as linhas 706 e 707 entregues à Maia Transportes e a linha ZF entre à J. Espírito Santo, para que a 23 de novembro entrassem em vigor reforços nas linhas 501, 600 (acréscimo do uso de viaturas de tipologia articulada), 703 (reforço combinado com a linha 701 no eixo Marquês ⇆ Ermesinde), 800, 801 e 907 (reforço em hora de ponta entre Santo Ovídio e Vila D'Este).
Com o novo confinamento em 2021 apenas em maio desse mesmo ano se voltou a verificar um reforço extraordinário. Neste último reforço as linhas 403, 601 e ZC foram entregues à Maia Transportes, a linha 604 foi entregue à Auto Viação Pacense, a linha 705 foi entregue à ValpiBus, as linhas 706 e 707 foram entregues à Transdev e a linha ZF foi entregue à União de Transportes dos Carvalhos (UTC) que posteriormente subcontratou a empresa J. Espírito Santo para a operar. Desta vez estas entregas vieram envoltas em polémica, visto que nas linhas 604, 706 e 707 o material circulante era extremamente inadequado para o perfil dos percursos. Surgiram diversas queixas entre os vários utilizadores das linhas: na 604 grande parte dos passageiros eram idosos que necessitavam do autocarro para se deslocarem a consultas no Hospital de São João ou para tratarem de assuntos no centro da cidade da Maia, e estes apresentavam fortes dificuldades em subir os diversos degraus dos autocarros; já na 706 e na 707, a Transdev entrou ao serviço com uns espantosos autocarros de 15 metros, normalmente utilizados em viagens de longo curso com percurso em autoestrada. Poucos dias depois foi anunciado que a frota utilizada nestas 3 linhas sofreria alterações para maior comodidade dos passageiros, mas isso só veio acontecer nas linhas 706 e 707 com o uso de autocarros com o comprimento padrão. A subcontratação destas linhas permitiu o reforço das seguintes: 200, 201, 203, 204, 205, 207, 208, 305, 600, 703, 800, 801 e 907. A linha 600 apenas recebeu um maior número de autocarros articulados como da última vez, sendo que a principal diferença neste reforço foi mesmo a linha 907, que apesar de continuar apenas com o reforço entre Santo Ovídio e Vila D'Este, o mesmo decorreu ao longo do dia usando viaturas articuladas em grande parte dos dias (2 de manhã e outras 2 à tarde, de forma a intercalarem com as viagens com destino à Boavista).

### Gestão intermunicipal
A partir de 27 de dezembro de 2020, a empresa está na esfera intermunicipal, passando os municípios do Porto, Vila Nova de Gaia, Gondomar, Matosinhos, Valongo e Maia a assumir a gestão da operadora de transporte pública.